# 圣维森特-迪米纳斯
圣维森特-迪米纳斯是巴西米纳斯吉拉斯州的一个市镇。总面积392.067平方公里，总人口6637人，人口密度16.9人/平方公里。